# Exposición Internacional de Spokane (1974)
La Exposición Especializada de Spokane de 1974 fue regulada por la Oficina Internacional de Exposiciones y tuvo lugar del 4 de mayo al 2 de noviembre de dicho año en la ciudad estadounidense de Spokane. La exposición tuvo como tema "El progreso sin polución". La muestra estaba situada en dos islas del río Spokane, Havermale y Cannon, con una superficie total de 40 hectáreas y recibió a 5.600.000 visitantes. La construcción de los edificios y demás elementos de la exposición tuvo un coste de 78'4 millones de dólares estadounidenses

## Países participantes
En esta exposición especializada participaron 10 países:
| Países participantes                                       | Países participantes | Países participantes                                  | Países participantes |
| ---------------------------------------------------------- | -------------------- | ----------------------------------------------------- | -------------------- |
| Alemania Occidental                                        | Australia            | Canadá                                                | China                |
| Archivo:Flag of Korean South (1949-1984).png Corea del Sur | Estados Unidos       | Archivo:Flag of Philippines (navy blue).svg Filipinas | Irán                 |
| Japón                                                      | Unión Soviética      |                                                       |                      |

Además participaron 43 de los estados de Estados Unidos, dos provincias de Canadá y diversas industrias involucradas en problemas medioambientales.